# Walter Antillón Montealegre
Walter Antillón Montealegre (San José, 2 de diciembre de 1932), es un jurista, escritor, activista y catedrático costarricense. Cofundador de la Escuela de Ciencias Políticas de la Universidad de Costa Rica.
Antillón obtuvo la licenciatura en derecho por la Universidad de Costa Rica en el año 1961, cursó en 1964 estudios en Derecho Procesal Civil en la Universidad de Roma. En 1970 cursó estudios de posgrado en el Instituto Superior de Derecho Tributario de la Organización de los Estados Americanos en Buenos Aires, Argentina. Trabajó por ocho años en Nicaragua en el Ministerio de Planificación y como director del Proyecto de Transformación de la Justicia para la Corte Suprema de Nicaragua.
Laboró en el Poder Judicial como escribiente, actuario, juez y magistrado suplente. Participó en la fundación de la Escuela de Ciencias Políticas de la Universidad de Costa Rica donde ha ejercido como docente en derecho y ciencias políticas desde 1976 y docente emérito de la Facultad de Derecho en 2008. Fue elegido candidato a vicepresidente por el Partido Frente Amplio en las elecciones de 2014 acompañando al diputado José María Villalta en la fórmula presidencial. En el 2022 recibió el Premio Rodrigo Facio de la Universidad de Costa Rica por su compromiso social (...) en la esfera pública, así como la lucidez de su pensamiento y su interés por la justicia y equidad de los sectores socialmente desfavorecidos.